# Abacaria wekana
Abacaria wekana is een schietmot uit de familie Hydropsychidae. De soort komt voor in het Australaziatisch gebied.